# Tour della nazionale maschile di rugby a 15 degli Stati Uniti d'America 2004
Tra le edizioni della Coppa del mondo di rugby del 2004 e del 2007, la nazionale degli USA di "rugby a 15" si è recata in tour nel 2004 in Europa.
| Roma 20 novembre 2004 | Stati Uniti | 6 – 55 | Italia | Stadio Olimpico |

| Roma 27 novembre 2004 | Italia | 43 – 25 | Stati Uniti | Stadio Flaminio |